# Habrocestum rubroclypeatum
Habrocestum rubroclypeatum là một loài nhện trong họ Salticidae.
Loài này thuộc chi Habrocestum. Habrocestum rubroclypeatum được Roger de Lessert miêu tả năm 1927.